# Библиотека поэта. Малая серия
Библиотека поэта. Малая серия — подцикл знаменитой книжной серии «Библиотека поэта», появившийся в 1935 году, на несколько лет позже основной серии и рассчитанный «на более широкие круги читателей».

## История
История «Библиотеки поэта» — выразительное подобие истории русской филологии (да и культуры) последних семидесяти лет. Придуманная Тыняновым и благословлённая Горьким, серия была допустимым излишеством идеологической системы. В томах её первого — довоенного — издания гротескно уживались мощная историко-литературная мысль и обязательный яд советчины. Задавленная в последние сталинские годы, «Библиотека поэта» с трудом и долго выкарабкивалась из тьмы. Все было: отличные издания поэтов второго ряда (более или менее приправленные казенной риторикой), первые «прорывные» книги зловредных модернистов (классиков XX века), многолетние изматывающие битвы за Мандельштама или Ахматову, книги советского стихотворческого генералитета (и не в том беда, что издавали усопших начальников, каждый из которых был по-своему значимой литературной фигурой, а в том — что издавали фальшиво), антологии стихов о Ленине и революции, начальственные окрики и разгоны, ажиотажный спрос 70-80-х, превращение «второго издания» в «третье» (синие обложки сменились зелеными и появился курьезный перспективный план), Гумилев с Ходасевичем как знаки победы светлых сил, полумертвое существование в начале 90-х (впрочем, и тогда вышли прекрасно подготовленные Кузмин и Волошин), тяжба за престижный бренд между владельцем (питерским отделением «Советского писателя») и вознамерившимся работать «Академическим проектом»…

«Авторы, чье творчество частично пришлось на советское время, впервые появились сначала лишь в Малой серии в 1938—1939 годах (Блок, Брюсов). В Большой серии они были изданы в послевоенное время: Блок — в 1946-м, Маяковский — в 1950-м. 1965 год был ознаменован появлением в серии поэтов, ушедших из жизни сравнительно недавно, — Цветаевой, Заболоцкого, Пастернака».
«Малая Серия (МС) занимала в рамках Библиотеки своё, достаточно четкое структурное место. Прежде всего, книги МС, меньшие по объёму, более дешевые, были по определению ориентированы на более широкую и демократичную аудиторию. Соответственно отбор имен был более строгим. Так, если в рамках Большой Серии Бенедиктов, Хомяков или Веневитинов удостаивались отдельного тома, то в МС они проходили как „второстепенные“ и издавались „под одной обложкой с восемнадцатью другими“ (цитируя современного поэта). Тексты печатались без „ранних редакций“ и „вариантов“, но качество текстологической и комментаторской работы оставалось очень высоким. Зачастую это обеспечивалось тем, что с произведениями данного автора в „большом“ и „малом“ формате работал один и тот же филолог. Если в предисловии и комментариях к книжке МС какие-то вещи объяснялись грубо, „на пальцах“, то, по крайней мере, человек понимал, что упрощает. У книжек была концепция, понятен был их смысл, их цель. Вспомним хотя бы „Поэтов 1820-30-х годов“ в составлении Л. Я. Гинзбург. И это — несмотря на идеологическое давление, деформировавшее историю литературы, заставлявшее несколько больше, чем они того заслуживают, заниматься, положим, „поэтами-искровцами“ или „поэтами-радищевцами“, издавать, может быть, в оригинале и неплохих, но халтурно переведенных с подстрочника „поэтов народов СССР“ и т. д.»

## Издательства
Выходила в издательстве «Советский писатель», после распада СССР — в правопреемнике его ленинградского отделения под названием «Петербургский писатель». Затем у редколлегии серии появились с ним разногласия, и издание продолжило гуманитарное агентство «Академический проект», под уточненным названием «Новая библиотека поэта». «Петербургский писатель» успел выпустить несколько книг параллельно. В 2000 году Малая серия возрождена после 10-летнего перерыва. Сегодня издания «Новой библиотеки» выпускает издательство Пушкинского Дома и «Вита Нова».

## Издания

### 1-е издание (1935—1947 годы)
А. Островский в «У истоков „Библиотеки поэта“. Воспоминания о Ю.Тынянове» пишет о первом периоде её составления: «Малая серия
издавалась в хронологической последовательности, под номерами; в первой книге был опубликован общий план». Номера изданий в списке ниже базируются на выходных данных и не всегда соответствуют плану.
- № 1. Русский фольклор. Эпическая поэзия / Общая редакция М. Азадовского. Статьи, редакция и примечания А. Астаховой и Н. Андреева. — 1935. — 461 с., Тираж 15 500 экз.
- № 2. Русский фольклор. Крестьянская лирика. 1935 г. 307 с. Общ. ред. М. Азадовского, ред. и прим. Евг. Гиппиуса и З. Эвальд. Тираж 15 500 экз.
- № 3. Вирши. Силлабическая поэзия XVII—XVIII веков. Под общ. ред. П. Н. Беркова, вст. ст. Ив. Розанова. — Л., 1935
- № 4. В. Тредиаковский, М. Ломоносов, А. Сумароков. Стихотворения. Редакция и примечания П.Беркова и Г.Гуковского. Вступительная статья П. Беркова. 1935 г. 286 с. Тираж 10 500 экз.
- № 5. Поэты XVIII века (М. Херасков, В. Майков, И. Богданович, М. Попов, В. Петров, И. Хемницер, В. Капнист, А. Радищев). 1936 г. 438 с.
- № 6. Державин, Гаврила Романович. Стихотворения. Статья, редакция и примечания Г.Гуковского. 1935 г. 300 с.
- № 7. Карамзин и поэты его времени (Д. Дмитриев, М. Милонов, Ю. Нелединский-Мелецкий, В.Пушкин). Статьи, редакция и примечания А.Кучерова, А. Максимовича, Б. Томашевского, 1936, 495 с.,Тираж 10 500 экз.
- № 8. Крылов, Иван Андреевич. Басни. Статья, редакция и примечания Б.Коплана. Вступительная статья Г. Гуковского. 1935 г. 280 с., Тираж 20 500 экз.
- № 9. Батюшков, Константин Николаевич. Стихотворения. Статья и общая редакция Б.Томашевского. Редакция текстов и примечаний И.Медведевой. 1936 г. 236 с.
- № 9. Фофанов, Константин Михайлович. Стихотворения. Вступительная статья и редакция текста М. Клемана. 1939, 286 с. Тираж 10 000 экз.
- № 10. Востоков, Александр Христофорович. Стихотворения. Вступительная статья, редакция и примечания Вл. Орлова. 1936 г. 160 с.
- № 11. Гнедич, Николай Иванович. Стихотворения. Вступительная статья, редакция и примечания И. Медведевой. 1936 г. 236 с.
- № 12. Жуковский, Василий Андреевич. Стихотворения. Вступительная статья, редакция и примечания Ц. Вольпе. 1936 г. 236 с.
- № 13. Вяземский, Петр Андреевич. Стихотворения. Вступительная статья, редакция и примечания Л.Гинзбург, 1936 г. 216 с. Тираж 10 500 экз.
- № 14. Давыдов, Денис Васильевич. Стихотворения. Вступительная статья, редакция и примечания Вл. Орлова. 1936 г. 208 с. Тираж 10 500 экз.
- № 15. Кюхельбекер, Вильгельм Карлович. Стихотворения. вступительная статья, едакция и примечания Ю. Тынянова. 1939, 325 с.
- № 16. Катенин, Павел Александрович. Стихотворения. Вступительная статья, редакция и примечания Вл. Орлова. 1937, 220 с.
- № 17. Рылеев, Кондратий Фёдорович. Стихотворения. Вступительная статья, редакция и примечания Мордовченко Н. И.. 1938 г. 284 с.
- № 18. Дельвиг, Антон Антонович. Стихотворения. Вступительная статья, редакция и примечания Б. Томашевского. 1936 г. 276 с.
- № 19. Пушкин Александр Сергеевич. Сочинения в 3х томах. Том 1 — Стихотворения. 1940. 466 с. 1940 г. Тираж 10 000 экз.
- № 19. Пушкин Александр Сергеевич. Сочинения в 3х томах. Том 2 — Поэмы.1940. 428 с. 1940. 466 с. 1940 г. Тираж 10 000 экз.
- № 19. Пушкин Александр Сергеевич. Сочинения в 3х томах. Том 3 — «Евгений Онегин» и Драматические произведения, 1940.
- № 20. Баратынский, Евгений Абрамович. Стихотворения. Вступительная статья, редакция и примечания Е. Кузнецовой. 1937 г. 298 с.
- № 21. Веневитинов Д., Шевырев С., Хомяков А. Стихотворения. Статьи, редакция и приложения М. Аронсона и И. Сергиевского. 1937, 317 с., Тираж 10 тыс. экз.
- № 22. И. Козлов, А. Подолинский. Стихотворения. Статьи, редакция и примечания Ц.Вольпе и Е.Купреяновой. 1936 г. 260 с.
- № 23. Языков, Николай Михайлович. Стихотворения. Вступительная статья, редакция и примечания М.Азадовского. 1936 г. 286 с.
- № 24. Полежаев, Александр Иванович. Стихотворения. Вступительная статья редакция и примечания Н.Бельчикова. 1937 г. 264 с.
- № 25. Одоевский, Александр Иванович. Стихотворения. Вступительная статья редакция и примечания М.Бриксмана. 1936 г. 156 с.
- № 26. Лермонтов, Михаил Юрьевич. Стихотворения и поэмы. Вступительная статья, редакция и примечания Б. М. Эйхеноаума. 1937 г. 502 с.,Тираж 20 200 экз.
- № 27. Кольцов, Алексей Васильевич. Стихотворения. Вступительная статья, редакция и примечания А. В. Десницкого. 1937 г. 220 с.,Тираж 10 200 экз.
- № 28. Бенедиктов, Владимир Григорьевич. Стихотворения. Вступительная статья и редакция текста Л. Гинзбург. 1937 г. 180 с.
- № 29. Поэты-петрашевцы. Стихотворения. Вступ. ст. В.Жданова. Редакция текстов и примечания В. Комаровича. 1940 г. 298 с.
- № 30. Мятлев, Иван Петрович. Стихотворения. Вступительная статья, редакция и примечания В. Голициной. 1937 г. 172 с.
- № 31. Ершов, Петр Павлович. Стихотворения. Вступительная статья, редакция и примечания М.Азадовского. 1936 г. 160 с.
- № 32. Мей, Лев Александрович. Стихотворения. Вступительная статья, редакция и примечания С.Рейсера. 1937 г. 238 с.
- № 33. Григорьев, Аполлон Александрович. Стихотворения. Вступительная статья, редакция и примечания Н.Степанова. 1937 г. 280 с.
- № 34. Плещеев, Александр Алексеевич. Стихотворения. Вступительная статья, редакция и примечания Гр. Сорокина. 208 с.
- № 35. Никитин, Иван Саввич. Стихотворения. Вступительная статья, редакция и примечания И. Н. Розанова. 1936 г. 216 с.
- № 36. Огарёв, Николай Платонович. Стихотворения. Редакция и примечания С.Рейсера и Н.Суриной. Вступительная статья С.Рейсера. 1937 г. 290 с.
- № 37. Тютчев, Фёдор Иванович. Стихотворения. 1936 г. 368 с. Тираж 10200 экз.
- № 38. Фет, Афанасий Афанасьевич. Стихотворения. 1936 г. 360 с.
- № 39. Майков, Аполлон Николаевич. Стихотворения. Вступительная статья редакция и примечания И. Ямпольского. 1937 г. 260 с.
- № 40. Щербина, Николай Фёдорович. Стихотворения. Вступительная статья редакция и примечания И. Айзенштока. 1937 г. 296 с
- № 41. Толстой, Алексей Константинович. Стихотворения. Вступительная статья, редакция и примечания И. Ямпольского. 1936. 372 с.
- № 42. Полонский, Яков Петрович. Стихотворения. 1939 г. 270 с. Вступительная статья редакция и примечания Б. Эйхенбаума.
- № 43. Козьма Прутков. Избранные сочинения. Вступительная статья, редакция и примечания В. Десницкого. 1939 г. 396 с.
- № 44. Некрасов, Николай. Стихотворения. Том 1. Общая редакция К. Чуковского. Вступительная статья, редакция и примечания. А. Максимовича. 1938 г. 344 с. Тираж 20 000 экз.
- № 44. Некрасов, Николай. Стихотворения. Том 2. Общая редакция К. Чуковского. Вступительная статья, редакция и примечания. А. Максимовича. 1938 г. 288 с. Тираж 20 000 экз.
- № 45. Добролюбов, Николай Александрович. Стихотворения. Вступительная статья В. Кирпотина. Редакция и примечания Б. Бухштаба. 1939 г. 200 с.
- № 46. Михайлов, Михаил Ларионович. Стихотворения. Вступительная статья редакция и примечания Н.Ашукина. 1937 г. 264 с.
- № 47. Поэты «Искры». 1939 г., 520 с. Вступительная статья и примечания И.Ямпольского.
- № 48. Надсон, Семён Яковлевич. Стихотворения. Вступительная статья и редакция текста А.Дымшица. 1937 г. 286 с. Тир. 10 000 экз.
- № 49. Суриков, Иван Захарович. Стихотворения. Вступительная статья и редакция текста А.Дымщина. 1948 г. 200 с.
- № 50. Апухтин А. Стихотворения. Вступительная статья, редакция и примечания Вс. Рождественского. 1938.
- № 51. Случевский, Константин Константинович. Стихотворения. Редакция и вступительная статья А. В. Федорова. 1941 г. 316 с.
- № 52
- № 53. Сологуб, Фёдор Львович. Стихотворения. Вступительная статья и редакция текста Ореста Цехнобицера.1939 г. 394 с.. Тираж. 10 000 экз.
- № 54. Анненский, Иннокентий Фёдорович. Стихотворения. Вступительная статья и редакция А. Федорова. 1939 г. 308 с., Тираж. 10 000 экз.
- № 54. Брюсов, Валерий Яковлевич. Стихотворения. Вступительная статья, редакция и примечания А.Островского, 1939, 535 с. Тираж 10 000 экз.
- № 55.
- № 56. Александр Блок. Стихотворения. Том 1. Вступительная статья, редакция и примечания Вл. Орлова, 1938. 272 с. Тираж 10 000 экз.
- № 44. Александр Блок. Стихотворения. Том 2. Вступительная статья, редакция и примечания Вл. Орлова, 1938. 327 с. Тираж 10 000 экз.
- № 57. Андрей Белый. Стихотворения. Вступит. статья, редакция и примечания Цезаря Вольпе, художник В. Двораковский. 1940 г. 238 с., Тираж 10 000 экз.
- № 58. Сергей Есенин. Стихотворения. Вступительная статья и редакция А. Дымшица. Л.: Советский писатель. Ленинградское отделение, 1940., 420 с.
- № 59. Велимир Хлебников. Стихотворения. Вступительная статья Н. Л. Степанова. 1940 г. 241 с., Тираж 10 000 экз.
- № 60. Маяковский, Владимир Владимирович. Т. 1. Стихи и поэмы 1912—1924 гг. Вступительная статья редакция и примечания Н. Л. Степанова. 1940 г. 280 с., Тираж 10 000 экз.
- № 60. Маяковский, Владимир Владимирович. Т. 2. Стихотворения и поэмы 1924—1930. Вступительная статья редакция и примечания Н. Л. Степанова. 1941.
- № 60. Маяковский, Владимир Владимирович. Т. 3. Поэмы / Вступительная статья редакция и примечания Н. Л. Степанова. 1941 г. 336 с.
- № 61. Багрицкий, Эдуард Георгиевич. Стихотворения. Вступительная статья и редакция текста И. Гринберга. 1940, 315 с, Тираж 10 000 экз.
- № 62. Максим Горький. Стихотворения. Вступительная статья редакция и примечания Б. С. Мейлаха. 1947 г. 228 с.

- Шевченко, Тарас Григорьевич. Стихотворения. В переводах русских поэтов под редакцией Н. Брауна и П. Прокофьева. Предисловие Мих. Зощенко. Вступительная статья, редакция текста и примечания И. Айзенштока. 1939 г. 332 с.
- А. Чавчавадзе, Г. Орбелиани, Н. Бараташвили. Стихотворения. Вступительная статья А. Островского и А. Федорова. 1941. Тираж 10 000 экз. 275 с.
- Франко, Иван Яковлевич. Стихотворения / В переводах русских поэтов. Под редакцией Вс. Рождественского. Редакция текста, вступительная статья и примечания И. Я. Айзенштока. 1941 г. 404 с.

### 2-е издание (1947—1952)

#### 1947
- Радищев, Александр Николаевич. Стихотворения  (№ 26)/ Вступительная статья, редакция и примечания Г. А. Гуковского. 209 с.
- Рылеев, Кондратий Фёдорович. Стихотворения (№ 57)/ Вступительная статья, редакция и примечания Н. И. Мордовченко. 302 с.
- Державин, Гаврила Романович. Стихотворения / 305 с.
- Крылов, Иван Андреевич. Басни и стихотворения (№ 43) / Вступительная статья, редакция и примечания Н. Л. Степанова. 439 с.
- Никитин, Иван Саввич. Стихотворения (№ 93) / Вступ.статья, редакция и примечания Л. А. Плоткина. 380 с.

#### 1948
- Ломоносов, Михаил Васильевич. Стихотворения (№ 13) / 232 c.
- Баратынский, Евгений Абрамович. Стихотворения (№ 65) / 296 стр.
- Батюшков, Константин Николаевич. Стихотворения / Вступительная статья. Подготовка текста и примечания Б. Томашевского Л. 343 с.
- Рылеев, Кондратий Фёдорович. Стихотворения / 306 с.
- Кольцов, Алексей Васильевич. Стихотворения / Вступительная статья, редакция и примечания Л. А. Плоткина. 322 стр.
- Добролюбов, Николай Александрович. Стихотворения / 229 с.
- Огарёв, Николай Платонович. Стихотворения (№ 92) / Подготовка текста С. А. Рейсера и Н. П. Суриной. Вступительная статья, редакция и примечания С. А. Рейсера. 349 стр.
- Суриков, Иван Захарович. Стихотворения / 198 с.
- Козлов, Иван Иванович. Стихотворения (№ 55) / Вступительная статья, редакция и примечания Е. Н. Купреяновой. 196 с.
- Минаев, Дмитрий Дмитриевич. Стихотворения (№ 101) / Вст. ст., ред. и примеч. И. Г. Ямпольского. 424 c.

#### 1949
- Слово о полку Игореве /. Предисловие Д. С. Лихачева. Текст. Перевод Лихачева. Перевод А.Майкова. Плач Ярославны в переводах: В.Жуковского, И Козлова, Г.Шторма, А Прокофьева, И Новикова, В Стеллецкого, Н.Заболоцкого. 207 с.
- Пушкин, Александр Сергеевич. Стихотворения в 3 томах / . Редакция и примечания Б. Мейлаха. 674 с.+ 702 с.+ 810
- Поэты-декабристы. Стихотворения / Ред. В.Орлов. 372 с. Тираж 20 тыс.
- Курочкин, Василий Степанович. Стихотворения (№ 100) / 380 стр.
- Дрожжин, Спиридон Дмитриевич. Стихотворения / Вступ. статья, подг. текста и примеч. Л.Ильина. 292 с.
- Полежаев, Александр Иванович. Стихотворения /Вступительная статья, подготовка текста и примечания Н. Бельчикова. 255 c. Тираж 20000 экз.
- Трефолев, Леонид Николаевич. Стихотворения / 216 с.
- Надсон, Семён Яковлевич. Стихотворения / 224 с.
- Демьян Бедный. Стихотворения / 328 с.

#### 1950
- Былины / Ред. В. Адрианова-Перетц. 319 с.
- Русская частушка / Ред. А.Прокофьев и Л.Шептаев. 372 стр.
- Песни русских поэтов / Вступ. статья, подг. текста и примеч. И. Н. Розанова. 536 с.
- Давыдов, Денис Васильевич. Стихотворения  / 224 с.
- Лермонтов, Михаил Юрьевич. Сочинения в 3 томах / Подготовка текста и примечания В. Мануйлова.
- Тургенев, Иван Сергеевич. Стихотворения / Вступительная статья, подготовка и примечания А. Островского. 340 с. Тираж 20 тыс. экз.
- Михайлов, Михаил Ларионович. Стихотворения / 400 с.
- Плещеев, Александр Алексеевич. Стихотворения / 276 стр.
- Некрасов, Николай Алексеевич. Стихотворения в 3 томах / Подготовка текста В. Евгеньева-Максимова. 295 с., 383 с., 347 с.
- Поэты «Искры» / Ред. Е. Наумов. 499 с.
- Полежаев, Александр Иванович. Стихотворения и поэмы / Вступ. статья, подг. текста и примеч. Н. Бельчикова. 496 с.
- Поэты-петрашевцы / Вступительная статья, подготовка текста и примечания В. Жданова. 300 с.
- Революционная поэзия 1890—1917 / Ред. В.Архангельский, 456 с.
- Лебедев-Кумач, Василий Иванович. Стихотворения и песни / 444 c.

#### 1951
- Исторические песни / 636 с.
- Русская басня 18 и начала 19 века / Вступительная статья, подготовка текста и примечания Н.Степанова. 551 с.
- Дельвиг, Антон Антонович. Стихотворения / Вступ. статья, подг. текста и примеч. Л. Плоткина, 282 стр.
- Глинка, Фёдор Николаевич. Стихотворения / Вступительная статья, подготовка текста и примечания Базанова В. Л. 322 с.
- Ершов, Пётр Павлович. Конек-горбунок. Стихотворения / Вст. ст. и примеч. В. Уткова. 216 с.
- Козьма Прутков. Избранные сочинения / Вст. ст. и примеч. В.Десницкого. 437 с.
- Мей, Лев Александрович. Стихотворения / Вступ. статья С.Рейсера. 336 c.
- Блок, Александр Александрович. Стихотворения и поэмы / Вступительная статья, подготовка текста и примечания Вл. Орлова. 551 c. Тираж 20 тыс. экз.
- Маяковский, Владимир Владимирович. Стихотворения. Поэмы (в 3 т.) / 402 с., 406 с., 356 с.
- Максим Горький / Вступ. статья, подг. текста и примеч. С. Касторского. 296 c.

#### 1952
- Поэты-радищевцы / Вступительная статья, подготовка текста и примечания Вл. Орлова 445 стр., тир. 20 000 экз. (И. Пнин, В. Попугаев, И. Борн, А. Востоков)
- Жуковский, Василий Андреевич. Стихотворения / Вступительная статья, подготовка текста и примечания Петушкова В. 343 стр.
- Грибоедов, Александр Сергеевич. Избранные произведения / Вступительная статья, подготовка текста и примечания В. Орлова. 428 с.
- Раевский, Владимир Федосеевич. Стихотворения / 278 с.
- Кюхельбекер, Вильгельм Карлович. Избранные произведения / Вступ. статья, подг. текста и примеч. Б. С. Мейлаха. 426 с.
- Толстой, Алексей Константинович. Стихотворения / 626 с.
- Майков, Аполлон Николаевич. Стихотворения / Вступ. ст. и подгот. текста и примеч. Н. Гайденкова. 323 с. Тираж 20.000 экз.
- Брюсов, Валерий Яковлевич. Стихотворения / Вступительная статья, подготовка текста и примечания Максимова Д. 458 с.
- Сулейман Стальский. Избранное / Вступительная статья, подготовка текста и примечания Н. Капиевой. 382 с.

#### 1953
- Фет, Афанасий Афанасьевич. Стихотворения / 380 стр.
- Тютчев, Фёдор Иванович. Стихотворения / 391 с.

### 3-е издание (1953—? годы)

#### 1953
- Слово о полку Игореве / Вступ. статья, подг. текста и примеч. Д. Лихачева. 280 с.
- Радищев, Александр Николаевич. Стихотворения / Вступительная статья, подготовка текста и примечания Макогоненко Г. 287 с.
- Сумароков, Александр Петрович. Стихотворения / 343 с.
- Жуковский, Василий Андреевич. Стихотворения / Вступительная статья, подготовка текста и примечания Н. Коварского. 474 с.
- Кольцов, Алексей Васильевич. Стихотворения / 328 с.
- Козьма Прутков. Избранные сочинения  / 439 c.

#### 1954
- Былины / Ред. Д.Лихачев. 330 с.
- Ломоносов, Михаил Васильевич. Стихотворения / 347 c.
- Катенин, Павел Александрович. Стихотворения / 352 с.
- Крылов, Иван Андреевич. Басни и стихотворения / Вст.ст. и примеч. Н. Л. Степанова. 560 с.
- Пушкин, Александр Сергеевич. Стихотворения. В 3-х томах / 1954 г. 640 с., 492 с., 524 с.
- Одоевский, Александр Иванович. Стихотворения / Вступительная статья, подготовка текста и примечания В. Г. Базанова. 210 с.

#### 1955
- Лирические народные песни / Ред. А. А. Прокофьев. Л.: Советский писатель 1955 г. 439 с
- Тургенев, Иван Сергеевич. Стихотворения / Вст. ст. и примеч. Н. Пруцкова. 440 с.
- Маяковский, Владимир Владимирович. Стихотворения. Поэмы (в 3 т.) /

#### 1956
- Исторические песни / Вступит. статья, подготовка текста и примечания В. И. Чичерова. 406 с.
- Рылеев, Кондратий Фёдорович. Стихотворения / Вступительная статья, подготовка текста и примечания А. Г. Цейтлина. 416 с.
- Козлов, Иван Иванович. Стихотворения / 352 c.
- Некрасов, Николай Алексеевич. Стихотворения в 3 томах / Вступ. статья, подг. текста и примеч. В. П. Друзина. 500 с., 332 с., 328 с.
- Багрицкий, Эдуард Георгиевич. Стихотворения / Вст.ст., подготовка текста и примеч. Вс. Б. Азарова. 364 с.
- Янка Купала. Стихотворения / 637 с.
- Гурамишвили, Давид Георгиевич. Стихотворения и поэмы / 315 с.

#### 1957
- Песни русских поэтов / Вступ. статья, подг. текста и примеч. И. Н. Розанова, 528 с.
- Лермонтов, Михаил Юрьевич. Избранные произведения. В 2-х томах /
- Плещеев, Александр Алексеевич. Стихотворения / Вступительная статья, подготовка и примечания М. Я. Полякова. 368 с.
- Майков, Аполлон Николаевич. Избранные произведения / 478 с.
- Михайлов, Михаил Ларионович. Стихотворения / Вступ. статья М. И. Дикман и Ю. Д. Левина, подг. текста и примеч. Ю. Д. Левина. 484 с.
- Полонский, Яков Петрович. Стихотворения / Вступ. статья, подг. текста и примеч. Б. М. Эйхенбаума. 1957 г. 363 с.
- Надсон, Семён Яковлевич. Стихотворения / Вст.ст.и примеч. Г. А. Бялого, подг. текста Ф. И. Шушковской. 320 c.
- Демьян Бедный. Стихотворения и поэмы / 420 с.

#### 1958
- Русская эпиграмма 18-19 веков // Сост., предисл., примеч. В. Мануйлова. 416 с.
- Баратынский, Евгений Абрамович. Стихотворения и поэмы // Вст.ст. и примеч. Л. А. Озерова. 374 с.
- Н. Карамзин, И. Дмитриев. Стихотворения // Вст. ст и подг. текста А. Я. Кучерова. 452 с.
- Языков, Николай Михайлович. Стихотворения и поэмы / Вступ. статья, подг. текста и примеч. К. Бухмейер. 360 с.
- Толстой, Алексей Константинович. Стихотворения. Царь Федор Иоаннович // Вст.ст., подгот. текста и примеч. И.Ямпольского. 620 стр.
- Леся Украинка. Стихотворения и поэмы / 410 c.
- Ованес Туманян. Стихотворения и поэмы / 350 стр.

#### 1959
- Революционная поэзия (1890—1917) / 610 с. Вст.ст. и примеч. А. Л. Дымшица
- Батюшков, Константин Николаевич. Стихотворения / 391 с.
- Брюсов, Валерий Яковлевич. Стихотворения / 592 с.
- Давыдов, Денис Васильевич. Стихотворения / Вступительная статья, редакция и примечания Вл. Орлова. 284 с.
- Никитин, Иван Саввич. Стихотворения и поэмы / 448 с.
- Райнис. Избранные произведения / Вступ. статья К. Краулиня, сост., ред. пер. и примеч. Вс. А. Рождественского. 640 с.

#### 1960
- Поэты-декабристы / 436 с.
- Минаев, Дмитрий Дмитриевич. Стихотворения и поэмы / Вступ. статья, подг. текста и примеч. И. Ямпольского. 448 с.
- Велимир Хлебников. Стихотворения и поэмы / Вступ. ст. Н. Степанова. 397 стр.
- Есенин, Сергей Александрович. Стихотворения и поэмы / 423 с.
- Низами. Поэмы и стихотворения / Вст.ст. и примеч. А. Н. Болдырева. 490 c.

#### 1961
- Поэты-радищевцы / 430 с. (Представлены И. Пнин, В. Попугаев, И. Борн, А. Востоков)
- Поэты начала XIX века / Вступ. ст. и примеч. Ю. М. Лотмана. — 657 с.
- Поэты 1820—1830-х годов / Вст.ст., биограф.справка и подг.текста Л. Я. Гинзбурга. Примеч. Н. В. Королевой. 636 с.
- Глинка, Фёдор Николаевич. Стихотворения / Вступ. статья, подг. текста и примеч. Б. Г. Базанова. 358 с.
- Огарёв, Николай Платонович. Стихотворения и поэмы/ 480 с.
- Ершов, Пётр Павлович. Конек-горбунок. Стихотворения / Вступит. статья, подготовка текста и примечания Азадовского М. К. 186 с.
- Блок, Александр Александрович. Стихотворения и поэмы в 2 т. / 580 с., 490 с.
- Бунин, Иван Алексеевич. Стихотворения /512 с.
- Якуб Колас. Стихотворения и поэмы /Вст. ст. и примеч. Е. Мозольков.
- Акоп Акопян. Стихотворения и поэмы / 272 с.

#### 1962
- Поэты 1840—1850-х годов / Вступ. статья и общ.ред. Б. Я. Бухштаба, подг. текста, биогр. справки и примеч. В. С. Киселева. 568 с.
- Поэты-демократы. 1870—1880-х годов. 572 стр.
- Добролюбов, Николай Александрович. Стихотворения / Вступительная статья и примечания Б. Я. Бухштаба. 275 с.
- Вяземский, Петр Андреевич. Стихотворения / Вступ. статья, подг. текста и примеч. Л. Я. Гинзбург. 514 с.
- Грибоедов, Александр Сергеевич. Избранные произведения / 428 с.
- Курочкин, Василий Степанович. Стихотворения / Вст.ст. и примеч. Н. Н. Наумовой. 536 стр.
- Мей, Лев Александрович. Избранные произведения / Вступ. статья Г. М. Фридлендера, подг. текста и примеч. Н. Н. Петруниной М. 481 c.
- Тютчев, Фёдор Иванович. Стихотворения / Вст. ст. Н. Я. Берковского. Примеч. Н. В. Королевой. 428 с. Тираж 50 тыс. экз.
- Саша Черный. Стихотворения / Вступ. статья и подготовка текста К. Чуковского. Примеч. Л. А. Евстигнеевой. 576 с.

#### 1963
- Гнедич, Николай Иванович. Стихотворения / Вступительная статья, подготовка текста и примечания И. Н. Медведевой. 488 с.
- Державин, Гаврила Романович. Стихотворения / Вступ. статья, подг. текста В. П. Друзина. Примеч. В. А. Западова. 456 с.
- Фет, Афанасий Афанасьевич. Стихотворения / 549 стр.
- Дельвиг, Антон Антонович. Стихотворения / Вступ. статья, подг. текста и примеч. И. В. Исаакович. 384 стр.
- Трефолев. Суриков. Дрожжин. Стихотворения / Вступ. ст. Е.С Калмановского. Подг. текста, биограф. справки и примеч. И. Я. Айзенштока, Н. А. Золиной, Л. А. Ильина. 540с.
- Максим Горький. Стихотворения / Вступительная статья, подготовка текста и примечания Б.Бялика. 335 с.
- Церетели, Акакий Ростомович. Стихотворения и поэмы / Вст. ст. А.Белецкого. Сост. А. Гозенпуда. 428 с.
- Габдулла Тукай. Стихотворения и поэмы / Подг. текста Пехтелева и Хакима. 376 с.

#### 1964
- Поэты 1880—1890-х годов / Вступ. статья Г. А. Бялого. Подготовка текстов, биографические справки и примечания Л. К. Долгополова и Л. А. Киколаевой. — 640с. (А. М. Жемчужников, А. Н. Аптухин, К. К. Случевский, А. А. Голенищев-Кутузов, К. Льдов, В. С. Соловьев, К. М. Фофанов, Н. М. Минский, Д. С. Мережковский, М. А. Лохвицкая)
- Котляревский, Иван Петрович. Энеида / Пер. с укр. В.Потаповой. 348 с.
- Шевченко, Тарас Григорьевич. Стихотворения / Вступительная статья и составление М. Рыльского. Биографическая справка и примечания И. Я. Айзенштока. 471 c. Тираж 50 тыс. экз.

#### 1965
- Алишер Навои. Стихотворения и поэмы / 669 с.

#### 1966
- Абай Кунанбаев. Стихотворения и поэмы / Вступ. ст. и примеч. Камбарбаевой Г. М.; Общ. ред. Рождественского В. А. — 291 с.
- Григорьев, Аполлон Александрович. Стихотворения и поэмы / Вступ. ст., подгот. текста и примеч. Костелянца Б. О. — 410 с.
- Поэты-петрашевцы / Вступ. ст., подгот. текста и примеч. Жданова В. В. — 390 с.
- Шота Руставели. Витязь в тигровой шкуре / Пер. с груз. и предисл. Заболоцкого Н. А.; Вступ. ст. Цаи-швили С.; Ил. Кобуладзе. — 382 с.

#### 1967
- Франко, Иван Яковлевич. 650 с.

#### 1968
- Поэты 1860-х годов / Вступ. ст., подгот. текста и примеч. Ямпольского И. Г. — 763 с.
- Светлов, Михаил Аркадьевич. Стихотворения / Вступ. ст., подгот. текста и примеч. Паперного 3. С. — 428 с.
- Франко, Иван Яковлевич. Стихотворения и поэмы / Вступ. ст. Белецкого А. И.; Примеч. Сахновского-Панкеева В. А. — 651 с.

#### 1969
- Тютчев, Фёдор Иванович. Стихотворения  /428 с.
- Важа-Пшавела. Стихотворения и поэмы / Вступ. ст. и примеч. Чиковани С. 372 с.

#### 1970
- Поэты Азербайджана / Вступ. ст. и подгот. текста Болдырева А. Н., Векилова А. П.; Биогр. справки и примеч. Векилова А. П. — 712 с. (Произведения Гатрана, Тебризи, Насими, Физули, Вагифа, Закира, Ахундова, Сабира, Джавида, Вургуна и др.). Тираж 13 тыс.

#### 1971
- Поэты Туркмении / Вступ. ст. Зырина А. А., Каррыева Б. А.; Подгот. текста, биогр. справки и примеч. Зырина А. А. — 808 с.
- Рылеев, Кондратий Фёдорович. Полное собрание стихотворений / Вступ. ст. Базанова В. Г., Архиповой А. В.; Примеч. Архиповой А. В., Ходорова А. Е.— 480 с.

#### 1972
- Мукими. Избранные произведения. Фуркат. Избранные произведения / Вступ. ст., сост. и примеч. Зырина А. А. — 400 с.
- Поэты Таджикистана / Вступ. ст. и биогр. справки Хади-Заде Р., Хашима Р.; Сост. Хашима Р., Левина М. И. — 832 с.

#### 1974
- Поэты Латвии / Вступ. ст. Валейниса В.; Сост. Зиедониса И.; Биогр. справки и примеч. Озола Я. — 527 с.
- Поэты Эстонии. Вст.ст. и сост. М.Рыльского. Биогр. справка и примеч. И. Я. Айзенштока. — 662 с. [источник не указан 3545 дней]

#### 1975
- Поэты Эстонии / Вступ. ст., сост. и биогр. справки Исакова С. Г.; Примеч. Андрезена Н. Г., Исакова С. Г.; Ред. стихотвор. пер. Рождественского В. — 662 с.
- Игорь Северянин. Стихотворения / Вступ. ст. Рождественского В. А.; Подгот. текста и примеч. Прохорова Е. И. — 490 с., 1 л. портр.

#### 1976
- Исторические песни. 408 стр.
- Иванов, Вячеслав Иванович. Стихотворения и поэмы / Сост., подгот. текста и примеч. Помирчего Р. Е.; Вступ. ст. Аверинцева С. С. — 559 с., 1 л. портр.
- Пастернак, Борис Леонидович. Стихотворения и поэмы / Вступ. ст., сост., подгот. текста и примеч. Озерова Л. А. — 605 с., 1 л. портр.
- Гулиа, Дмитрий Иосифович. Стихотворения и поэмы / Вступ. ст., сост. Гулиа Г. Д.; Примеч. Салакая Ш. X. — 350 с., 1 л. портр.
- Чавчавадзе, Илья Григорьевич. Стихотворения и поэмы / Вступ. ст., сост. Жгенти В. Д.; Примеч. Шарашенидзе Э. Д. — 247 с., факс., 3 л. портр.

#### 1977
- Клюев, Николай Алексеевич. Стихотворения и поэмы / Вступ. ст. Базанова В. Г.; Сост., подгот. текста и примеч. Швецовой Л. К. — 559 с.
- Поэты Узбекистана / Биогр. справки Наумова А., Шарафутдинова А. — 599 с.

#### 1978
- Волошин, Максимилиан Александрович. Стихотворения / Сост., подгот. текста и примем Евстигнеевой Л. А.; Вступ. ст. Наровчатова С. М. — 462 с., 1 л портр,
- Поэты Казахстана / Вступ. ст., сост., биогр. справки и примеч. Магауина М. М. — 607 с.
- Цадаса, Гамзат. Стихотворения и поэмы / Вступ. ст., сост. и примеч. Гамзатова Р. Г. — 494 с" 1 л. портр.

#### 1979
- Цветаева, Марина Ивановна. Стихотворения и поэмы / Сост., подгот. текста и примеч. Саакянц А. А.; Вступ. ст. Рождественского В. А. — 575 с. 1 л. портр.
- Поэты Армении / Вступ. ст., сост. биогр. справки и примеч. Мкртчяна Л. М. — 590 с.
- Чавчавадзе, Илья Григорьевич. Стихотворения и поэмы / 320с.

#### 1980
- Грузинские романтики: Сборник / Вступ. ст. Асатиани Г. Л., Буачидзе Т. П.; Сост. и примеч. Буачидзе Т. П. — 431 с.
- Поэты Киргизии: Сборник / Вступ. ст. Бобулова Н.; Сост. Баизакова Т., Ватагина М.; Ред. стихотвор. пер. Цыбина В. — 670 с.

#### 1981
- Асеев, Николай Николаевич. Стихотворения и поэмы / Вступ. ст., сост. Михайлова А. И.; Подгот. текста и примеч. Урбана А. А., Вальбе Р. Б. — 495 с.

#### 1982
- Клюев, Николай Алексеевич. Стихотворения и поэмы / Вступ. стат. В. Г. Базанова, сост. и примеч. Л. К. Швецовой. 559 сю
- Волошин, Максимилиан Александрович. Стихотворения / 464 с.

#### 1984
- Ахматова, Анна Андреевна. Стихотворения и поэмы. 720 с.

#### 1985
- Стихотворная сатира первой русской революции (1905—1907) / 624 с.

#### 1986
- Прокофьев, Александр Андреевич. Стихотворения и поэмы / 592 с.

#### 1988
- Рыльский, Максим Фаддеевич. Стихотворения и поэмы / 560 c.

### 4-е издание
1988
- Русские народные песни / Вступительная статья, составление, подготовка текста и примечания А. Н. Розова. 464 с.
- Габдулла Тукай. Стихотворение и поэмы Вступительная статья Г. Халита Составление В. Ганиева Примечание Р. Даутова` М Советский писатель. 1988 г. 432 стр

1989
- Островский, Александр Николаевич. Снегурочка / Пьеса. Вст. ст., подг. текста и примеч. Л. М. Лотман. 352 c.

1990
- Русская историческая песня / Вступительная статья, составление и примечания Емельянова Л. И. Редактор Гейро Л. С. 464 с.
- Слово о полку Игореве / Вступительные статьи Д.С. Лихачева и Л.А. Дмитриева. Реконструкция древнерусского текста и научный перевод Д.С. Лихачева. Составление, подготовка текстов и примечания Л. А. Дмитриева. 399 с. Тираж 100 000 экз.
- Ломоносов, Михаил Васильевич. Избранные произведения / 464 с.
- Есенин, Сергей Александрович. Стихотворения и поэмы / 464 с.
- Симонов, Константин Михайлович. Стихотворения и поэмы / 464 с

### Новая библиотека поэта. Малая серия
СПб.: Академический проект.
2000
- Шершеневич, Вадим Габриэлевич. Стихотворения и поэмы / 368 с.

2001
- Кручёных, Алексей Елисеевич. Стихотворения. Поэмы. Романы. Опера / Сост., подг. текста, вст. ст. и примеч. С. Р. Красицкого. 480 с.
- Ходасевич, Владислав Фелицианович. Стихотворения / Сост., подгот. текста, вступ. ст., примеч. Дж. Малмстада. 272 с.
- Фет, Афанасий Афанасьевич. Стихотворения / Вступительная статья М. Н. Сухих, составление и примечания А. В. Успенской. . 416 с.
- Мариенгоф, Анатолий Борисович. Стихотворения и поэмы
- Садовской, Борис Александрович. Стихотворения. Рассказы в стихах. Пьесы / 398 с.

2002
- Бурлюк, Давид Давидович, Бурлюк, Николай Давидович / 584 с.

2003
- Есенин, Сергей Александрович / Вступительная статья, составление и примечания К. М. Азадовского. 624 с.
- Бальмонт, Константин Дмитриевич. Стихотворения

2004
- Багрицкий, Эдуард Георгиевич. Стихотворения и поэмы / Сост. Г. А. Морева, вступ. ст. М. А. Кузмина, послесл. М. Д. Шраера. 2004 г. 304 с.
- Семёнов, Глеб Сергеевич. Стихотворения и поэмы / Вступ. ст., сост., примеч. Кумпан Е. А. 528 с.

2005
- Адамович, Георгий Викторович. Полное собрание стихотворений / Сост., подгот. текстов, вступит. статья, примеч. О. А. Коростелева. — 400 с. Тираж 1000 экз. ISBN 5-7331-0179-2

2007
- Хармс, Даниил Иванович. Стихотворения. Драматические произведения / Вступ.ст., сост., подг. и примеч. В. Н. Сажина. — 440 с.

2010
- Полонская, Елизавета Григорьевна. Стихотворения и поэмы / Вступ. ст., сост., подг. и примеч. Б. Я. Фрезинского. — 384 с.

2012
- Пушкин, Александр Сергеевич. Поэтические циклы / Вступ. ст., сост. ,комментарий С. А. Фомичева .- 224 с.
- Юрков, Игорь . Стихотворения и поэмы / Вступ. ст. ,сост., подг. текста, примеч. С. Е. Хрыкина .- 256 с.
- Слепакова, Нонна . Стихотворения и поэмы / Вступ. ст. , сост., примеч. Л. В. Мочалова .-384 с.